# Griswold Pass
Griswold Pass är ett bergspass i Kanada.   Det ligger i provinsen British Columbia, i den sydvästra delen av landet, 3 500 km väster om huvudstaden Ottawa. Griswold Pass ligger 1 995 meter över havet.
Terrängen runt Griswold Pass är kuperad. Trakten runt Griswold Pass är nära nog obefolkad, med mindre än två invånare per kvadratkilometer.. Det finns inga samhällen i närheten. 
Trakten runt Griswold Pass är permanent täckt av is och snö.